# 伏び
伏び（ふせび、伏樋）とは、鉄道建設時に通水または排水のために敷設する横断排水路である。

## 概要
鉄路下部に、陶管などで主に農業に必要な流水経路を確保するために敷設される。経管が短く道路下に埋設される下水道管路とは異なり、鉄道用管理設備として敷設される設備である。昭和以前に敷設された設備もまだ多く使用されており、老朽化した伏びについては、管内を樹脂でライニングする方法による修繕手法が用いられている。